# Nefrit (kristall)

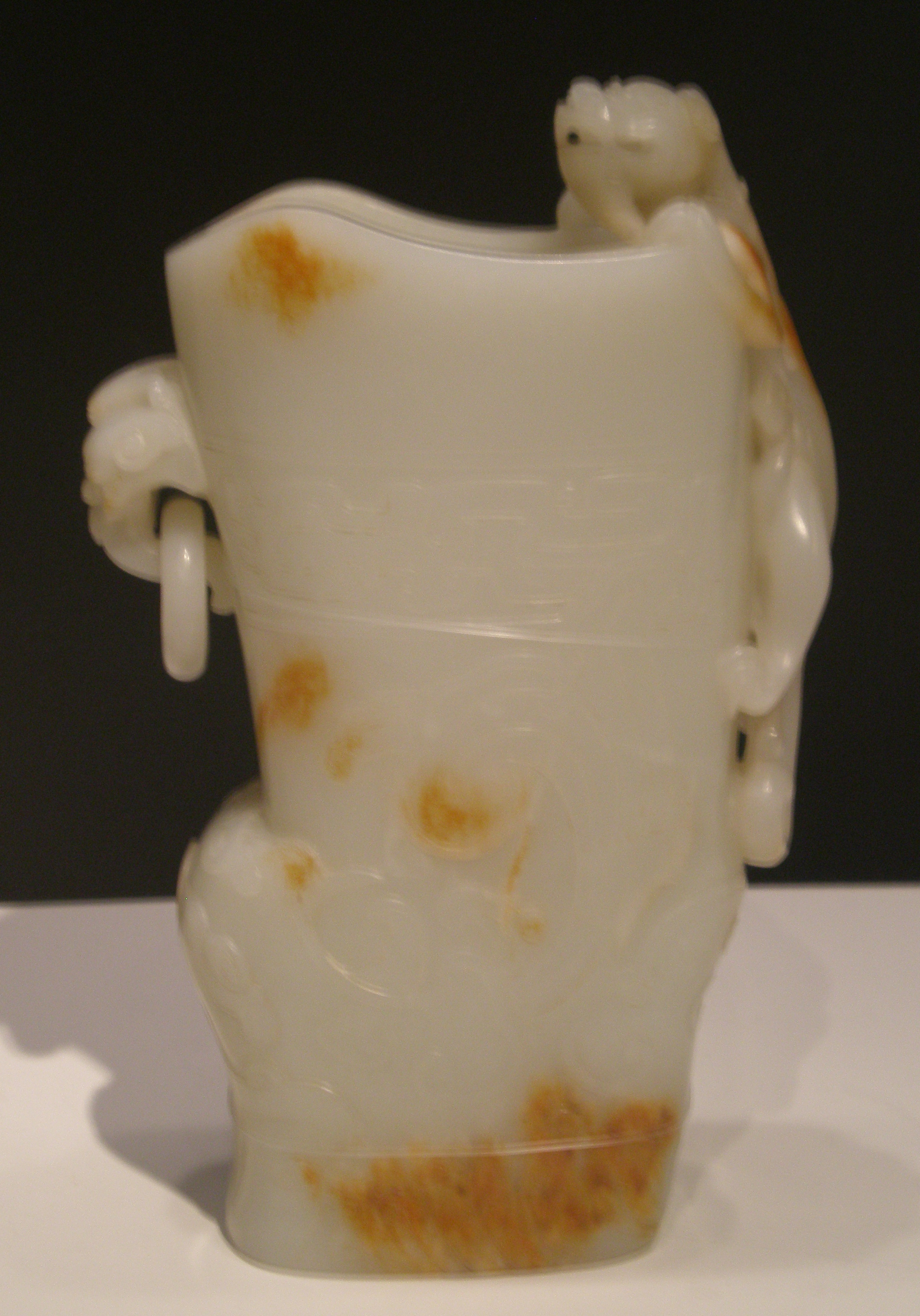
Asiatisk konst i nefrit

Nefrit är en mängd kalcium-, magnesium- och järnrika amfibolmineraler som tremolit eller aktinolit (aggregat av vilka också utgör en form av asbest). Den kemiska formeln för nefrit är Ca2(Mg, Fe)5Si8O22(OH)2. Den är en av två olika mineralarter som kallas jade. Den andra mineralarten som kallas jade är jadeit, som är en variant av pyroxen. Medan nefritjade huvudsakligen är grå och grön (och ibland gul, brun, svart eller vit), kan jadeitjade, som är mer sällsynt, också innehålla svart, rött, rosa och violett. Nefritjade är en prydnadssten som används i sniderier, smycken eller kabokonslipade ädelstenar. Nefrit är också det officiella statsmineralet i Wyoming.

## Etymologi
Namnet nefrit kommer av dess gamla användning som amulett mot njurlidande, latin nephritis från det grekiska ordet nefros som betyder njure.

### Andra namn
Förutom de redan nämnda termerna har nefrit följande synonymer och varianter: yxsten, B.C. jade, beilstein, njursten, lapis nefritikus, pounamu, nyzeeländsk grönsten, nyzeeländsk jade, spenatjade (mörkt grågrönt), och talkum nefritikus. Gravjade är uråldriga begravningsnefritbitar med en brun eller kritvit textur som ytbehandling.

## Egenskaper
Mineralet är kompakt, hårt och splittrigt, genomlysande, vit tremolit eller fintrådig, mörkgrön aktinolit, således en varietet av monoklint hornblände. Nefriten är seg och känns fet vid beröring. Från den liknande jadeiten skiljer den sig lättast genom sin svårsmältbarhet.

## Förekomst och användning
Nefrit kan hittas i en genomskinlig vit till mycket ljusgul form som är känd i Kina som fårtalgsjade, i en ogenomskinlig vit till mycket ljusbrun eller grå som är känd som kycklingbensjade, samt i en mängd olika gröna färger. Västra Kanada är den främsta fyndplatsen till modern lapidär nefrit. Nefritjade användes mest i Kina före 1800-talet samt i Nya Zeeland, Stillahavskusten och Atlantkusten i Nordamerika, Neolitiska Europa och Sydostasien.

## Historik
Snidade föremål av nefritjade var den huvudsakliga varuhandeln under den historiska Maritime Jade Road, ett omfattande handelsnätverk som förbinder flera områden i Sydostasien och Östasien. Nefritjaden bröts i östra Taiwan av animistiska taiwanesiska urbefolkningar och bearbetades mestadels i Filippinerna av animistiska urbefolkningfilippiner. Vissa bearbetades också i Vietnam, medan folken i Malaysia, Brunei, Singapore, Thailand, Indonesien och Kambodja också deltog i det massiva animistledda handelsnätverket för nefritjade, där andra varor också handlades. Deltagarna i nätverket vid den tiden hade en majoritetsanimistisk befolkning. Den maritima vägen är ett av de mest omfattande havsbaserade handelsnäten av ett enda geologiskt material i den förhistoriska världen. Den användes i minst 3 000 år, där dess toppproduktion var från 2000 f.Kr. till 500 e.Kr., äldre än sidenvägen på fastlandet Eurasien. Det började avta under sina sista århundraden från år 500 till år 1000. Hela perioden av nätverket var en guldålder för de olika animistiska samhällena i regionen.

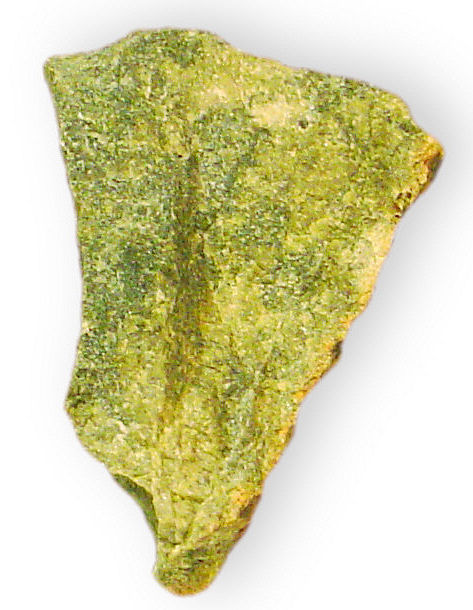
Nephrite from Wyoming

Nefritjade i Nya Zeeland är känd som pounamu på maorispråket och är högt värderad och spelar en viktig roll i maorikulturen. Det anses vara en taonga, eller skatt, och skyddas därför under Waitangifördraget. Exploateringen av den är begränsad till folkstammen Ngāi Tahu iwi och den övervakas noga. Sydön på Nya Zeeland heter Te Wai Pounamu på Māori - "Grönstensvattnets land" - eftersom det är där den förekommer.
Vapen och prydnadsföremål är gjorda av den och i synnerhet mer (kortklubba) och hei-tiki (halshänge). Dessa tros ha sin egen mana (prestige), överlämnas som värdefulla arvegods och ges ofta som gåvor för att besegla viktiga avtal. Den har också använts för en rad olika verktyg som adzes och användes för att göra spikar som användes i konstruktionen, eftersom maorikulturen inte hade någon metallbearbetning före europeisk kontakt.
Vanligtvis kallade "grönsten", är jadesmycken i maoridesign mycket populära bland turister. Sten importeras ofta från Kanada, Kina och Sibirien, och Ngāi Tahu driver ett pounamu-certifieringssystem för att verifiera äktheten av nyzeeländsk sten.